# Melanopareiidae
A Melanopareiidae a madarak osztályának verébalakúak (Passeriformes) rendjébe tartozó család.
Régebbi besorolások a fedettcsőrűfélék (Rhinocryptidae) családjába sorolják, 2009-től szerepelnek külön családként.

## Rendszerezés
A család az alábbi egyetlen nem tartozik:
- Melanopareia  (Reichenbach, 1853) – 4 faj
  - Melanopareia torquata
  - Melanopareia maximiliani
  - Melanopareia elegans
  - Melanopareia maranonica